# Warlus (Somme)
Warlus település Franciaországban, Somme megyében. Lakosainak száma 227 fő (2022. január 1.). Warlus Avelesges, Belloy-Saint-Léonard, Camps-en-Amiénois, Méricourt-en-Vimeu, Montagne-Fayel, Quesnoy-sur-Airaines és Tailly községekkel határos.

## Népesség
A település népessége az elmúlt években az alábbi módon változott:
| Lakosok száma | 228  | 226  | 231  | 222  | 221  | 220  | 221  | 222  | 227  |
|               | 2013 | 2015 | 2016 | 2017 | 2018 | 2019 | 2020 | 2021 | 2022 |